# کویدنهام
کویدنهام (به انگلیسی: Quidenham) یک محله مدنی و روستا در بریتانیا است که در Breckland District واقع شده‌است. کویدنهام ۲۲٫۵۱ کیلومتر مربع مساحت و ۵۶۰ نفر جمعیت دارد.